# All Things Must Pass (песня)
«All Things Must Pass» (с англ. — «Всё пройдёт») — песня Джорджа Харрисона, вышедшая в 1970 году на одноимённом альбоме. Первая версия песни была записана участниками The Beatles в январе 1969 года, в ходе работы над альбомом Let It Be. В альбом, однако, песня так и не попала. 25 февраля 1969 года Харрисон самостоятельно записал сольную версию песни, которая в 1996 году и вошла в сборник Anthology 3. В 1997 году Джордж Харрисон исполнил «All Things Must Pass» в ходе интервью на музыкальном телеканале VH1. В 2009 году песня была включена в сборник лучших песен музыкальной карьеры Харрисона Let It Roll: Songs by George Harrison.